# Моан (река)
Моан (фр. Moine) је река у Француској. Дуга је 69 km. Улива се у Sèvre Nantaise. 